# Falta técnica
Las faltas técnicas, en baloncesto, son aquellas ofensas que se cometen contra el espíritu del juego pero algunas, obviamente accidentales y sin consecuencias para el juego o de naturaleza administrativa, no son consideradas como tales, a no ser que se vuelva a incurrir en la misma una vez amonestado.
Distintas faltas técnicas:
- Que no te importen las advertencias de los árbitros.
- Tocar irrespetuosamente a los árbitros, comisarios, oficiales de mesa o miembros del banquillo de equipo.
- Dirigirse irrespetuosamente a los árbitros, comisarios, oficiales de mesa o adversarios.
- Utilizar un lenguaje o realizar gestos que puedan ofender o incitar a los espectadores.
- Molestar a un adversario o impedir su visión agitando las manos cerca de sus ojos.
- El movimiento excesivo de los codos.
- Retrasar el juego tocando el balón después de que el balón atraviese la canasta o evitando que un saque se realice con rapidez.
- Dejarse caer para simular una falta.
- Colgarse del aro de manera que soporte todo el peso del jugador, a menos que lo agarre momentáneamente después de un mate o que, a juicio del árbitro, intente evitar lesionarse o lesionar a otro jugador.
- Un jugador defensor comete una interposición o una interferencia durante el último o único tiro libre. Se concederá un punto al equipo atacante, seguido de la penalización de una falta técnica sancionada al jugador defensor.

La falta se señala con un soplido del silbato y se juntan las manos en forma de letra "T". En la planilla se anota con la letra "t" mayúscula seguida de un número en superíndice que señala el minuto de juego en el cual el jugador cometió la falta técnica y el número de tiros libres en el subíndice.
En la NBA hay personajes que reciben constantemente estas amonestaciones, Como Ronny Arroyo, Kobe Bryant, Rasheed Wallace, Amare Stoudemire o Richard Hamilton, lo que demuestra su carácter fuerte y controvertido en ocasiones.
A continuación se citan las faltas técnicas más raras pitadas en la NBA:
1. Rasheed Wallace (se quedó mirando al árbitro fijamente sin llegar a decirle nada).
2. Bob Knight (este entrenador no estaba de acuerdo con una decisión arbitral, y lanzó una silla al campo de juego).
3. Chris Webber (pidió un tiempo muerto que no tenía su equipo en la final del Campeonato de la División I de Baloncesto Masculino de la NCAA).
4. Bill Walton (lanzó su zapatilla para evitar una canasta).
5. Michael Jordan (Dikembe Mutombo retó a Jordan diciendo que nunca le había hecho un mate. Jordan lo hizo y le negó con el dedo, el gesto habitual de Mutombo cuando hacía un tapón).
6. Dennis Rodman (recibió una falta técnica y se sentó en la línea de tiros libres).
7. Draymond Green (Recibió una falta técnica por pedir tiempo muerto cuando su equipo ya no tenía en las finales de la NBA 2019/20) Contra Toronto Raptors.
8. Patrick Beverly (Recibió una falta técnica por enseñar una cámara a un árbitro al no marcarle una falta a su compañero Lebron James)

Desde la temporada 2006-2007 se ha incrementado la multa en la NBA por recibir una técnica, aunque esto le da igual a algunos jugadores, como los citados anteriormente.
- Datos: Q578998